# Papia

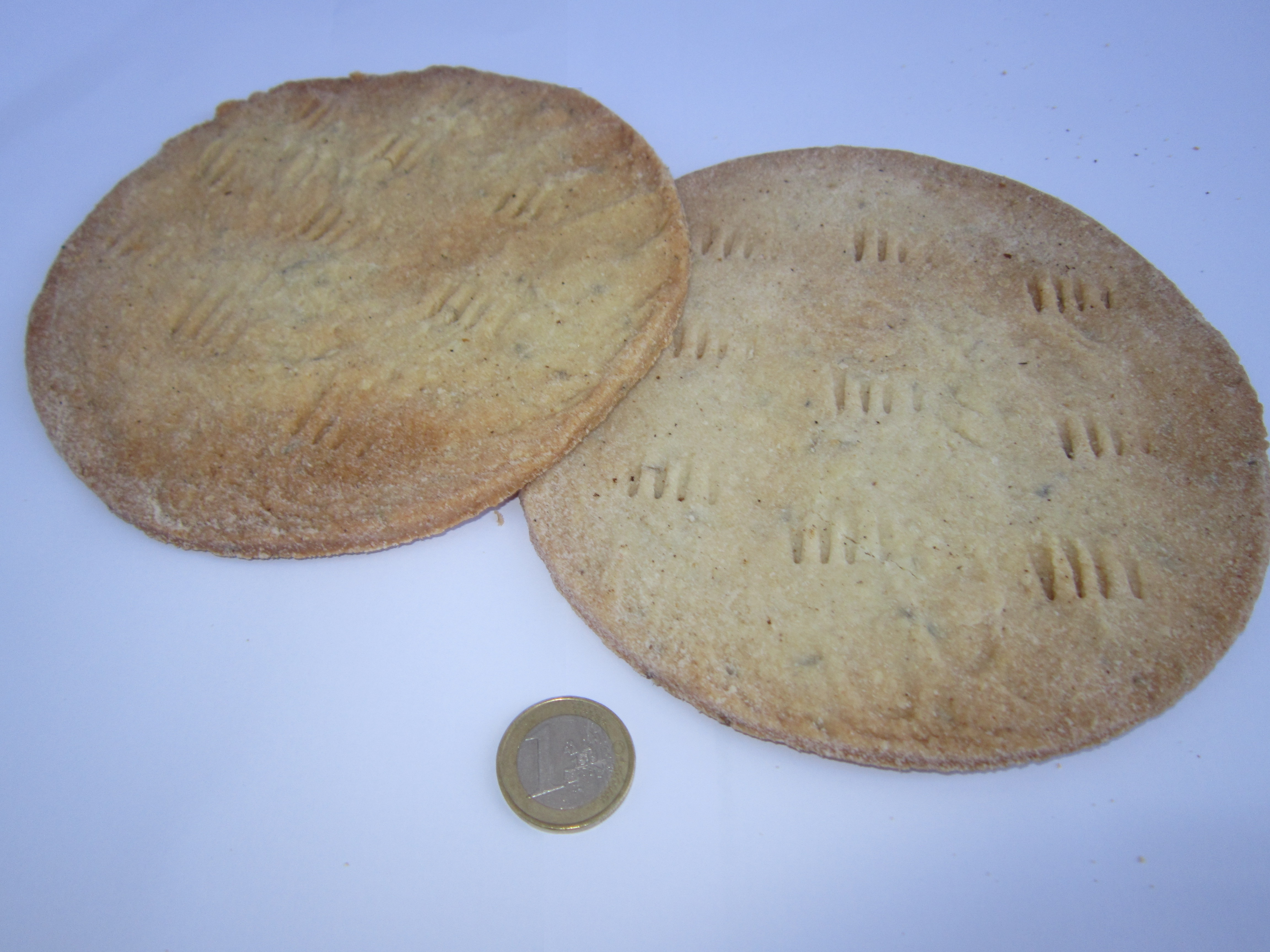

Bolo seco, tipo biscoito, de forma redonda e achatada oriundo da ilha do Faial, Açores, feito com farinha de milho e açúcar, incorporando sementes de funcho (Foeniculum vulgare) que lhe conferem um sabor típico. Na doçaria tradicional dos Açores, existem outros bolos secos com o mesmo tipo de massa, variando o nome e formato de ilha para ilha. Na ilha do Pico, é mais alto, pequeno e de formato rectangular, sendo conhecido por bolo seco ou por bolo tostado. Nesta ilha, há ainda outra variedade, conhecida como biscoito rabo-de-gato, que tem uma forma mais irregular e farfalhudo, que faz lembrar a cauda destes pequenos felinos. Na ilha de Santa Maria é conhecido como rústico, ou biscoito rústico.